# Битка код Мањана
Битка код Мањана вођена је 5. априла 1799. године између француске и аустријске војске. Део је Француских револуционарних ратова, тј. рата Друге коалиције, а завршена је аустријском победом.

## Битка
Аустријски генерал Крај је са 80.000 људи код Мањана, села у Италији у близини Вероне, тукао снаге француског генерала Шерера који је са 45.000 људи прешао у офанзиву како би предухитрио долазак Руса. Губици су износили по 5000 људи са обе стране, али су Французи имали знатне губитке и у артиљерији. После пораза код Мањана, Шерер се повукао на реку Ољо. Битка код Мањана је означила почетак тријумфалног похода савезика под Суворовим кроз северну Италију.